# Vitali Tajbert
Vitali Tajbert (Mihajlovka, 1982. február 25. –) német ökölvívó.
Német nemzetiségűként az egykori Szovjetunióban született és a már független Kazahsztánból 1992-ben érkezett Németországba.

## Amatőr eredményei
- 2000-ben junior világbajnok harmatsúlyban.
- 2003-ban  ezüstérmes a világbajnokságon pehelysúlyban. A döntőben a kazah Galib Zsafarovtól szenvedett vereséget.
- 2004-ben Európa-bajnok pehelysúlyban.
- 2004-ben bronzérmes az olimpián pehelysúlyban.

## Profi karrierje
2008. február 29-én többségi döntéssel győzte le a szintén veretlen spanyol Jesus Garcia Escalonát és szerezte meg az Európai Unió nagypehelysúlyú bajnoki övét.
15 mérkőzés: 15 győzelem.